# Centro di sterminio di Hartheim

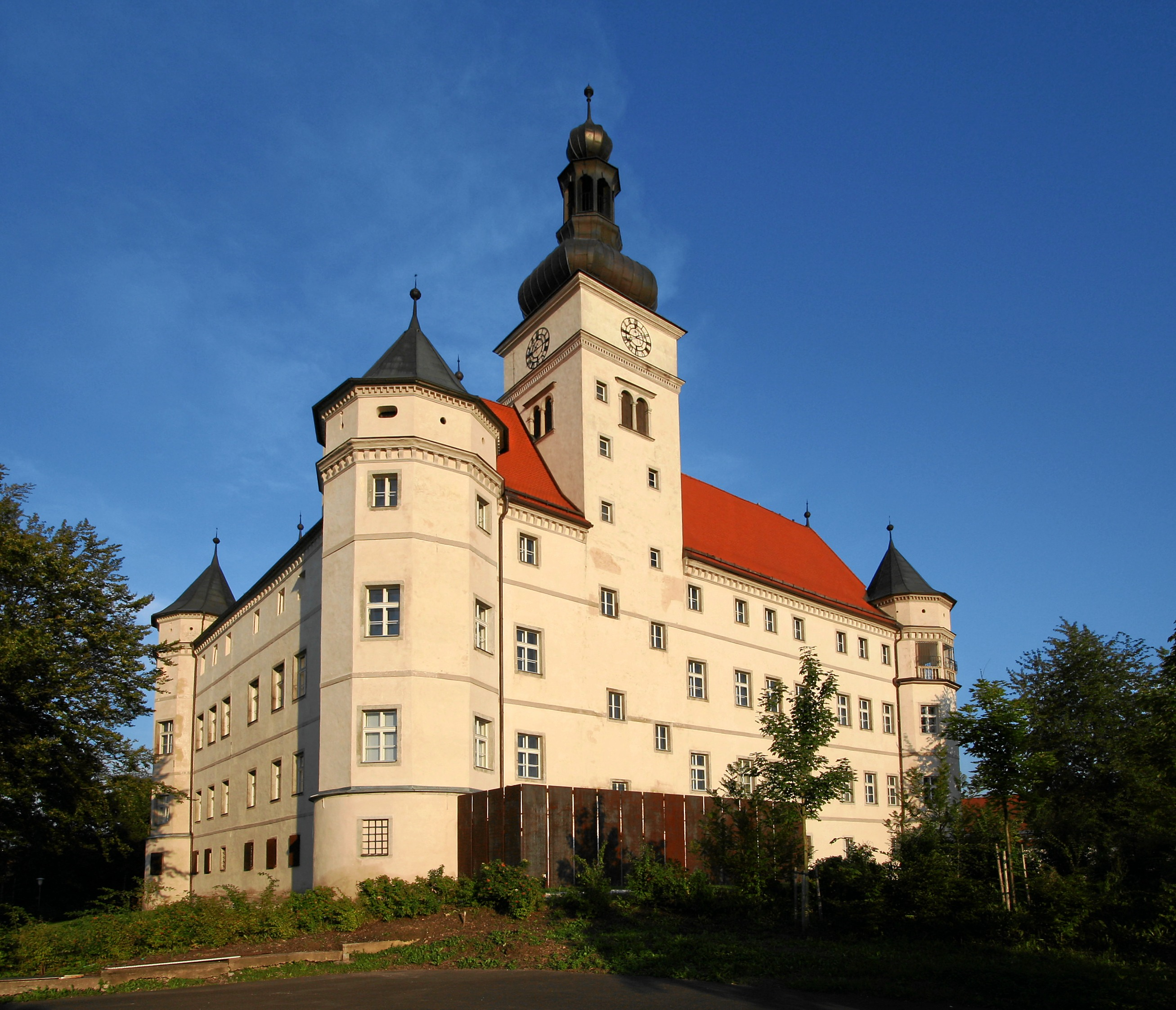
Il castello di Hartheim.

Il centro di sterminio di Hartheim (in tedesco: NS-Tötungsanstalt Hartheim) è stata una struttura di sterminio coinvolta nel programma nazista noto come Aktion T4, in cui i cittadini tedeschi ritenuti mentalmente o fisicamente non idonei vennero sistematicamente uccisi con gas velenosi. Questo era inizialmente un programma di eutanasia involontaria consentita dalla legge, apparentemente per consentire l'uccisione legale e indolore dei pazienti incurabili; questi omicidi continuarono anche dopo l'abrogazione della legge nel 1942 ed estesa a ebrei, comunisti ed altri considerati indesiderabili dallo Stato. Nel centro furono giustiziati anche i detenuti dei campi di concentramento non idonei al lavoro o ritenuti altrimenti problematici. Il centro di sterminio era ospitato nel castello di Hartheim nel comune di Alkoven, vicino a Linz, in Austria.

## Statistiche di Hartheim
Nel giugno del 1945, nel corso delle indagini condotte dagli Stati Uniti nell'ex impianto di gassificazione di Hartheim, l'americano incaricato delle indagini Charles Dameron aprì una cassaforte di acciaio in cui furono trovate le statistiche di utilizzo di Hartheim: un opuscolo di 39 pagine prodotto per scopi interni del programma di eutanasia nazista (Aktion T4) contenente le statistiche mensili sulle gasazioni dei pazienti con handicap fisici e mentali, indicate con il termine "disinfezione" nel documento, effettuate nei sei centri di eutanasia istuiti sul territorio del Reich. Nel 1968 e nel 1970 un ex dipendente dello stabilimento rivelò di aver compilato il materiale alla fine del 1942.
Tra le pagine dell'opuscolo, una indica il conto che "la disinfezione di 70.273 persone con un'aspettativa di vita di 10 anni" aveva risparmiato in termini di cibo e altre risorse per un valore di 141.775.573,80 Reichsmark.

### Numeri di vittime della prima fase di sterminio
Secondo le statistiche stilate, nella camera a gas di Hartheim furono uccise un totale di 18.269 persone, nel periodo di 16 mesi tra il maggio 1940 e il 1º settembre 1941, come segue:
| 1940 | 1940 | 1940  | 1940  | 1940  | 1940  | 1940  | 1940 | 1941 | 1941  | 1941 | 1941  | 1941  | 1941  | 1941 | 1941  | Totale vittime |
| Mag  | Giu  | Lug   | Ago   | Set   | Ott   | Nov   | Dic  | Gen  | Feb   | Mar  | Apr   | Mag   | Giu   | Lug  | Ago   | Totale vittime |
| ---- | ---- | ----- | ----- | ----- | ----- | ----- | ---- | ---- | ----- | ---- | ----- | ----- | ----- | ---- | ----- | -------------- |
| 633  | 982  | 1.449 | 1.740 | 1.123 | 1.400 | 1.396 | 947  | 943  | 1.178 | 974  | 1.123 | 1.106 | 1.364 | 735  | 1.176 | 18.269         |

Queste statistiche coprono solo la prima fase del programma di eutanasia nazista Aktion T4, programma terminato con l'ordine di Hitler del 24 agosto 1941 dopo le proteste della Chiesa cattolica romana. In tutto si stima che ad Hartheim siano state giustiziate un totale di 30.000 persone tra persone malate, disabili e prigionieri dei campi di concentramento tramite avvelenamento da monossido di carbonio.

### 14f13, il Programma "Trattamenti Speciali"
Appena tre giorni dopo la fine formale dell'Aktion T4, un camion arrivò ad Hartheim con 70 detenuti ebrei dal campo di concentramento di Mauthausen che furono successivamente giustiziati lì. Il centro di sterminio di Hartheim ottenne una notorietà speciale, non solo perché fu il luogo in cui venne gasato il maggior numero di pazienti, ma perché come parte dell'Azione 14f13, Hartheim fu anche il luogo in cui vennero giustiziati il maggior numero di prigionieri dei campi di concentramento, numero che è stato stimato in 12.000 persone.
I prigionieri di Mauthausen che non furono più in grado di lavorare, specialmente nelle cave, e i prigionieri politicamente indesiderabili furono portati a Hartheim per essere giustiziati. Sui giornali questi trasferimenti furono mascherati con termini come "congedo ricreativo". Le voci indicanti "malattia" raggrupparono gli "odiatori di tedeschi", i "comunisti" o i "fanatici polacchi". Dal 1944 in poi i detenuti non furono più selezionati dai medici del T4; l'obiettivo fu semplicemente liberare rapidamente spazio nel campo di Mauthausen. Altri trasporti provenivano dal campo di concentramento di Gusen, e probabilmente anche da Ravensbrück durante il 1944, composto da detenute prevalentemente malate di tubercolosi e da persone ritenute inferme di mente.

## Medici dell'esecuzione

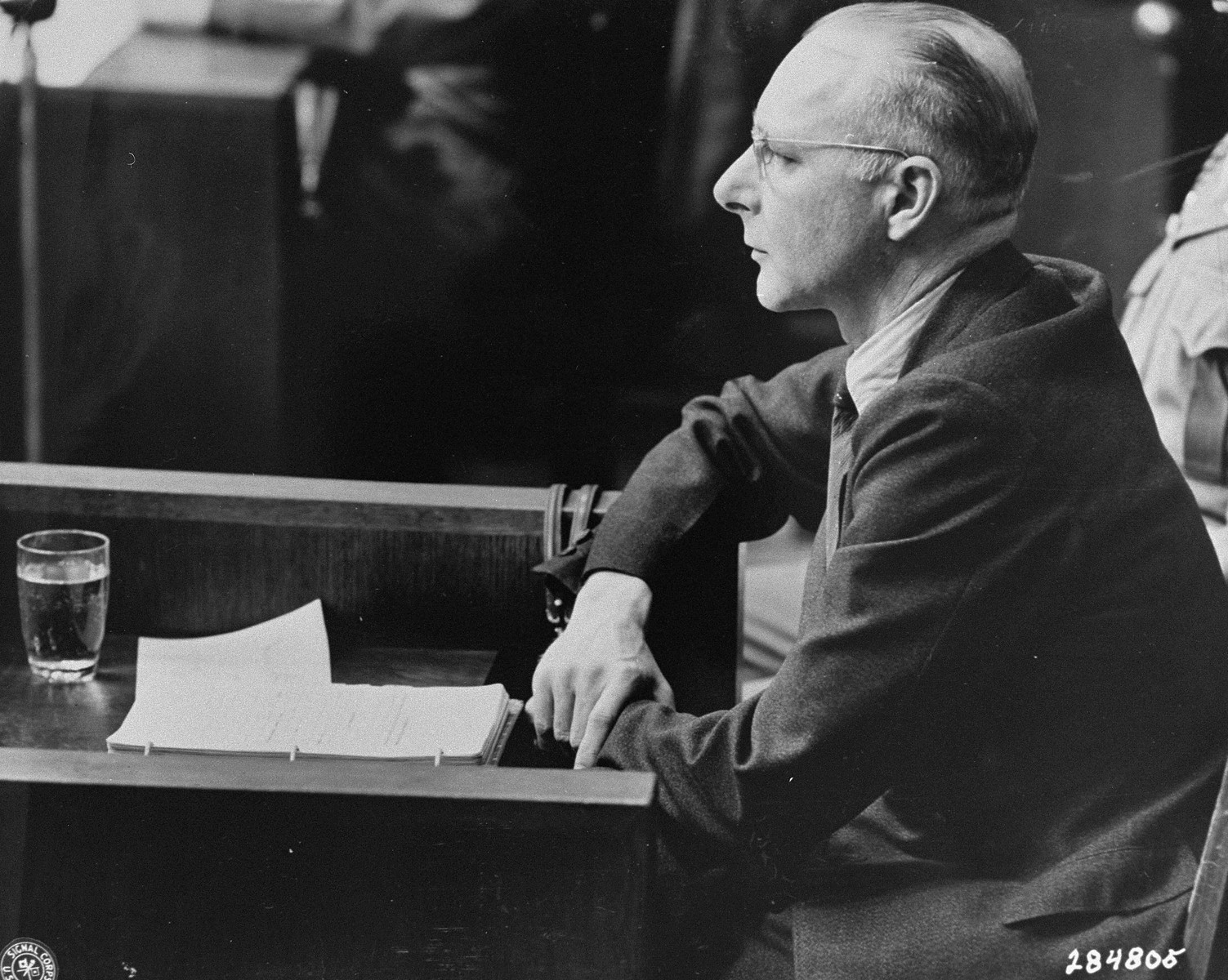
Viktor Brack testimonia in sua difesa al Processo ai dottori tenuto a Norimberga nel 1947.

Gli organizzatori dell'Aktion T4, Viktor Brack e Karl Brandt, ordinarono che l'esecuzione dei malati fosse effettuata dai medici perché il memorandum di autorizzazione di Hitler del 1º settembre 1939 si riferì ai soli medici. L'apertura del rubinetto del gas fu quindi responsabilità dei medici dei centri di morte. Tuttavia, nel corso del programma, questi rubinetti furono occasionalmente aperti da altre figure in assenza dei medici o per altri motivi. Va segnalato che nei documenti molti medici usarono uno pseudonimo piuttosto che il vero nome.
I seguenti medici della morte hanno lavorato a Hartheim:
- Direttore: Rudolf Lonauer, da 1º aprile 1940 ad aprile 1945
- Vice Direttore: Georg Renno, da maggio 1940 al febbraio 1945

## Stazione di detenzione di Niedernhart
I centri di eutanasia Aktion T4 avevano delle stazioni di detenzione intermedie per le vittime: molti dei camion usati per trasportare le vittime a Hartheim passarono attraverso il Niedernhart Mental Institute di Linz, dove Rudolf Lonauer fu il medico anziano, come lo era a Hartheim. Le vittime furono uccise principalmente per fame o per overdose di droga: di volta in volta, i pazienti venivano selezionati e classificati, quindi un autobus veniva riempito con le vittime scelte e portato a Hartheim.

## Trasferimento da Hartheim e Weissenbach am Attersee
Nell'agosto del 1943, la sede del programma di eutanasia fu trasferita da Tiergartenstrasse 4 a Berlino, nella regione dell'Ostmark, descritta umoristicamente come il rifugio antiaereo del Reich. Le statistiche e i documenti di Paul Nitsche, cioè corrispondenza, avvisi e rapporti sono finiti ad Hartheim e al Schoberstein Recreation Center vicino a Weißenbach am Attersee.

## Vittime

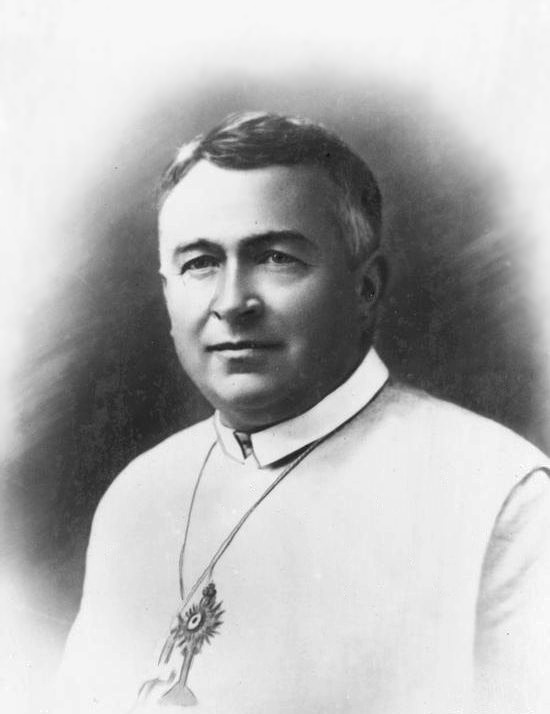
Jan Maria Michał Kowalski

### Vittime famose
- Bernhard Heinzmann (1903-1942), sacerdote cattolico tedesco;
- Friedrich Karas (1895-1942), sacerdote cattolico austriaco;
- Jan Kowalski (1871-1942), vescovo polacco della Chiesa cattolica Mariavita;
- Ida Maly (1894-1941), artista austriaca;
- Gottfried Neunhäuserer (1882-1941), padre benedettino austriaco;
- Friderika "Friedh" {Reichler} Roth {1900-1940} vedova dello scrittore Joseph Roth;
- Werner Sylten (1893-1942), teologo protestante;
- Aloisia Veit (1940), cugina di secondo grado di Adolf Hitler;

### Il clero
Complessivamente furono uccisi 310 sacerdoti polacchi, sette tedeschi, sei cechi, quattro lussemburghesi, tre olandesi e due belgi. Molti di loro furono trasferiti dal blocco dei preti del campo di concentramento di Dachau. Il cappellano Hermann Scheipers fu spostato nel blocco degli invalidi per poi essere portato ad Hartheim. La sorella di Scheipers, rimasta in contatto per lettera, rintracciò un certo dottor Bernsdorf, impiegato dell'RSHA Berlin-Oranienburg, responsabile del clero imprigionato nel Blocco del Prete. Lo affrontò e dichiarò che, nel Münsterland, era un segreto di Pulcinella che i preti imprigionati fossero inviati alla camera a gas. Bernsdorf apparentemente divenne molto nervoso durante la discussione e telefonò all'ufficio del comandante a Dachau. Scheipers riferì che fu quello stesso giorno, il 13 agosto 1942, che ci fu una risposta: lui e altri tre sacerdoti tedeschi furono trasferiti dal Blocco degli Invalidi (dove le SS radunavano i prigionieri per il successivo trasporto) al Blocco dei Preti.

## Personale T4 di Hartheim
- Erwin Lambert: mastro muratore, supervisionò la costruzione del crematorio e delle camere a gas;
- Rudolf Lonauer: capo medico nazista per l'eutanasia a Hartheim, del manicomio di Niedernhart a Linz e del castello di Geschwend a Neuhofen an der Krems;
- Vinzenz Nohel: operaio, "fuochista";
- Franz Reichleitner: poliziotto criminale, dirigente; fu in seguito comandante del campo di sterminio di Sobibor;
- Georg Renno: psichiatra, vice capo medico nazista per l'eutanasia;[11]
- Anton Schrottmayer: assistente, suicida;[12]
- Franz Stangl: poliziotto criminale, funzionario della Gestapo, vicedirettore dell'ufficio; fu in seguito comandante del campo di Sobibor e Treblinka;
- Karl Steubel: assistente agli anziani, suicidio;[12]
- Josef Vallaster: lavoratore, "fuochista", poi sovrintendente al campo di sterminio di Sobibor;
- Gustav Wagner: in seguito fu vice comandante del campo di sterminio di Sobibor;
- Christian Wirth: commissario penale, capo ufficio; in seguito fu comandante nel campo di sterminio di Belzec.

I principali responsabili del reclutamento del personale, secondo successive testimonianze, furono i due ispettori Stefan Schachermayr (1912–2008) e Franz Peterseil (1907–1991), nonché Adolf Gustav Kaufmann (1902 –1974), capo del dipartimento di ispezione dell'ufficio centrale T4 di Berlino.

### Audio - video
- Tom Matzek: Das Mordschloss. Eine Dokumentation über die Gräuel in Schloss Hartheim. TV programme by ORF, 2001, Brennpunkt. 1 videocassette (VHS, ca. 45 minutes). S. n., s. l. 2001. [B 1]